# Помпоний Басс (консул 259 года)
Помпоний Басс (лат. Pomponius Bassus) — римский политический деятель и сенатор середины III века.

## Биография
Отцом (по другой версии — дедом) Басса был консул 211 года Помпоний Басс, а матерью (или бабушкой) — Анния Аврелия Фаустина. По материнской линии Помпоний был потомком императора Марка Аврелия. Его преномен неизвестен, но скорее всего либо Тиберий, либо Флавий.
В 259 году Басс занимал должность ординарного консула вместе с Эмилианом. Затем Басс находился на посту проконсула провинции Африка, возможно, в 260 году. Он был комитом Августовым при Галлиене или Клавдии II Готском. В 268/269 году Басс также назначался корректором всей Италии. Кроме того, он был промагистром коллегии понтификов.
В 271 году Басс становится второй раз ординарным консулом с императором Аврелианом. В промежуток между 270 и 271 годом он был префектом Рима. При Клавдии Готском Басс занимал пост принцепса сената. Его супругой была Помпония Гратидия.